# Louletano Desportos Clube
Maillots
Le Louletano Desportos Clube est un club portugais de football fondé en 1923 basé à Loulé.

## Entraîneurs du club

### Adjoints
- 2002-2004 :  Pedro Miguel